# Teleoperation
Teleoperation (oder Remote-Operation) bezeichnet die Bedienung einer Anlage oder Maschine aus der Ferne. Es hat eine ähnliche Bedeutung wie der Ausdruck „Fernbedienung“, wird jedoch normalerweise in Forschung, Wissenschaft und Technologie verwendet. Es wird am häufigsten mit Robotik und mobilen Robotern in Verbindung gebracht, kann aber auf eine ganze Reihe von Umständen angewendet werden, in denen ein Gerät oder eine Maschine von einer Person aus der Ferne bedient wird.
Der Begriff Teleoperation wird in Forschung und Technik als Standardbegriff für den Fernbetrieb verwendet. Dies steht im Gegensatz zu Telepräsenz, die ein weniger gebräuchlicher Begriff ist und sich auf eine ganze Reihe von Existenzen oder Interaktionen beziehen kann, die eine entfernte Konnotation beinhalten.

## Geschichte
Im 19. Jahrhundert arbeiteten viele Erfinder an ferngesteuerten Waffen (Torpedos), darunter Prototypen, die von John Louis Lay (1872), John Ericsson (1873), Victor von Scheliha (1873) und dem ersten ferngesteuerten Torpedo, dem Brennan-Torpedo, gebaut wurden. Es wurde 1877 von Louis Brennan patentiert. 1898 demonstrierte Nikola Tesla ein ferngesteuertes Boot mit einem patentierten drahtlosen Funkleitsystem, das er dem US-Militär zu verkaufen versuchte, aber nicht abgenommen wurde.
Die Teleoperation bewegt sich jetzt mit First-Person-View-Geräten (FPV) in die Hobbybranche. FPV-Geräte, die an Hobbyautos, Flugzeugen und Helikoptern montiert sind, geben dem Bediener eine Übertragung im TV-Stil zurück und erweitern die Reichweite des Fahrzeugs auf mehr als die Sichtlinie.

## Beispiele
Es gibt mehrere bestimmte Arten von Systemen, die oft ferngesteuert werden. Unterhaltungsgeräte wie Fernseher, Videorecorder, DVD-Player usw. werden häufig über eine Fernbedienung ferngesteuert. Industriemaschinen werden oft ferngesteuert betrieben, insbesondere in gefährlichen Umgebungen. Beispiele sind der Bau des Objektschutzes oder Sarkophags in Tschernobyl nach dem Unfall von Tschernobyl und die Entfernung von Trümmern nach gefährlichen Steinschlägen. Ferngesteuerte Fahrzeuge (ROVs) werden ausgiebig in gefährlichen Umgebungen (d. h. radioaktiven Umgebungen, kontaminierten Umgebungen, Minenfeldern, tiefen Ozeanen) verwendet. Auch Fernchirurgie wird in Operationssälen angewendet. Unbemannte Luftfahrzeuge, auch als Drohnen bekannt, erhöhen die Reichweite über die Sichtweite hinaus.

## Teleoperiertes Fahren
Die Teleoperation autonomer Fahrzeuge ist die Fähigkeit, ein selbst fahrendes Auto aus der Ferne zu fahren oder zu unterstützen.
Die Grundlagen für teleoperiertes Fahren in Deutschland werden an der TU München und am DLR erforscht. Eine technische Hürde für teleoperiertes Fahren (englisch: teleoperated driving) ist ein stabiles und latenzarmes Mobilfunknetz.
Die meisten führenden Unternehmen der Branche glauben, dass Teleoperationsfähigkeiten zur Unterstützung selbst fahrender Autos in Grenzfällen erforderlich sind, um die Lücke zwischen den aktuellen Selbstfahrfähigkeiten und den Anforderungen für eine weit verbreitete Einführung autonomer Fahrzeuge zu schließen – wenn die Software des autonomen Fahrzeugs ein geringes Vertrauen in seine Fähigkeit hat, die richtige Aktion auszuführen, oder wenn das Fahrzeug außerhalb seiner Standardbetriebsparameter betrieben werden muss. Ohne Fernunterstützung würde das selbst fahrende Auto in solchen Situationen in ein Minimum-Risk-Manöver (MRM) übergehen, das normalerweise anzuhalten ist.
Viele Unternehmen, die autonome Fahrzeuge herstellen, planen den Einsatz von Teleoperation als Teil ihrer Einführung für selbst fahrende Autos. Beispiele für Unternehmen, die erklärt haben, dass sie Teleoperationslösungen einsetzen werden oder derzeit einsetzen, sind Voyage.auto, Denso, Waymo, GM Cruise, Aptiv, Zoox.
Die Teleoperation autonomer Fahrzeuge umfasst Anwendungsfälle für selbst fahrende Autos in Privatbesitz, wie z. B. Selbstparkassistenten, Anwendungsfälle für gemeinsam genutzte Mobilität, z. B. in Robotaxis und autonomen Shuttles und industriellen Anwendungsfällen, zum Beispiel autonome Gabelstapler.
Es gibt zwei Hauptmodi für die Teleoperation autonomer Fahrzeuge: Remote Driving, auch „Direct Driving“ genannt – bei dem der Remote-Operator die dynamische Fahraufgabe ausführt, d. h. das Auto fernsteuert und die Lenk-, Beschleunigungs- und Bremssysteme des Autos steuert. Remote Assistance, auch „High Level Commands“ genannt – Remote Operators überwachen das Fahrzeug und geben Anweisungen, genehmigen oder korrigieren den Fahrzeugpfad, ohne die dynamische Fahraufgabe tatsächlich auszuführen. Einige Unternehmen setzen je nach Anwendungsfall eine Kombination beider Konzepte ein. Beispiele für Unternehmen, die Lösungen im Bereich Teleoperations anbieten, sind DriveU.auto, Roboauto, Scotti.ai, Phantom.Auto, Pylot, Ottopia und Designated Driver.